# Ашок Кумар
Ашок Кумар Гангули, более известный как Ашок Кумар (англ. Ashok Kumar, хинди अशोक कुमार, настоящее имя — Кумуд Кумар Гангули, англ. Kumud Kumar Ganguly, или Кумудлал Кунджилал Гангули, англ. Kumudlal Kunjilal Ganguly; 13 октября 1911 — 10 декабря 2001) — индийский актёр, продюсер и режиссёр. Снялся в более 250 индийских фильмах. Удостоен правительственных наград Падма Шри и Падма Бхушан и высшей кинематографической награды Индии — Премии имени Дадасахеба Пхальке.

## Биография
Ашок Кумар (урожденный Кумуд Гангули) появился на свет 13 октября 1911 года в Бхагалпуре (ныне штат Бихар) в семье обеспеченных бенгальских заминдаров (помещиков), эмигрировавших из Бенгалии и вырос в Кхандве (ныне штат Мадхья-Прадеш).
Родителями Ашока были Кунджилал и Гаури Деви Гангули, в семье было ещё трое детей: дочь Сати Деви (род. 1916, вышла замуж за продюсера Шашадхара Мукерджи, бабушка актрисы Каджол) и сыновья Ануп Кумар (род. 1924) и Кишор Кумар (род. 1929), также ставшие актёрами Болливуда.
Отец Ашока, его деды и дяди были юристами и прочили ему такую же судьбу, отправив изучать право в Калькутту. Однако он сам мечтал стать режиссёром, поэтому бросил учебу и 28 января 1934 года приехал в Бомбей.

### Карьера

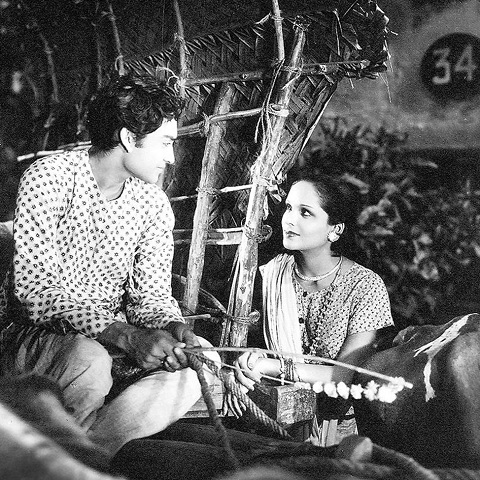
Ашок Кумар и Девика Рани в фильме Achhut Kanya (1936)

В Бомбее он, с помощью своего зятя Шашадхара, устроился работать на киностудию Bombay Talkies лаборантом, чтобы накопить денег на обучение кинопроизводству в Германии. Ашок не думал становиться актёром, так как в то время это была непрестижная профессия. Однако владелец студии, режиссёр Химаншу Рай, убедил его сняться в фильме «Ладья жизни» (Jeevan Naya, 1936), когда актёр, который должен был сыграть главную роль, сбежал с женой режиссёра, актрисой Девикой Рани. Она вскоре вернулась, поссорившись с любовником, и стала первой экранной партнершей Ашока. Вместе они снялись в пяти фильмах подряд в 1936—1937 годах. Их фильм «Неприкасаемая» (Achhut Kanya, 1936), где Ашок сыграл молодого брахмана, готового бросить вызов социальным нормам, женившись на девушке из низшей касты, имел необычайный успех. Песня «Main ban ke chidiya», исполненная в фильме самим актёрами, популярна и в наши дни. Однако, несмотря на успех фильмов, критики отмечали неловкость в актёрской игре Кумара.
Его следующей экранной парой стала Лила Читнис, а их фильмы Kangan (1939), Bandhan (1940) и Jhoola (1941) стали хитами и сделали его звездой. Его актёрское мастерство к этому времени значительно улучшилось. Примечательна также его роль радикального журналиста в фильме Naya Sansar (1941) по сценарию Аббаса.

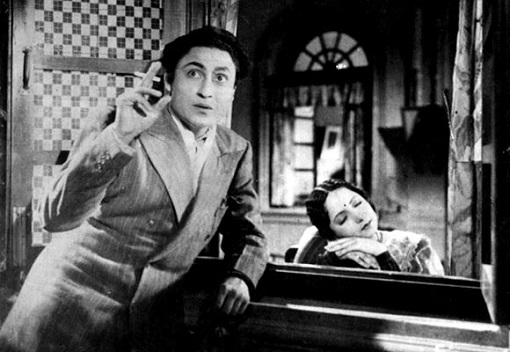
Мумтаз Шанти и Ашок Кумар в фильме «Судьба» (1943)

Но наиболее известную свою роль он исполнил в фильме «Судьба» (Kismet, 1943), сыграв непрерывно курящего карманника с доброй душой. До этого в индийском кино не было прецедентов, когда героя фильма нельзя было однозначно назвать хорошим или плохим. Кроме того Ашок Кумар — первый в Болливуде сыграл в фильме двойную роль. «Судьба» также стал первым индийским фильмом сертифицированным как «блокбастер на все времена». Он шёл в кинотеатрах Бомбея в течение года, а в Калькуттском кинотеатре Roxy — 44 месяца и собрал в прокате рекордную по тем временам сумму в 10 миллионов рупий.
Покинув Bombay Talkies после смерти Химаншу Рая, в 1943 году Ашок основал студию Filmistan совместно с Р. Б. Чунилалом, Шашадхаром и Гьямом Мукерджи и снялся в двух её первых фильмах Chal Chal Re Navjavan и Eight Days. Когда через несколько лет Девика Рани решила оставить кинематограф, и Bombay Talkies была выставлена на продажу, Ашок Кумар выкупил её и выступил в качестве продюсера в фильмах Ziddi (1948), «Особняк» (Mahal, 1949) и Mashal (1950). К сожалению, в связи с денежными проблемами студия была закрыта в 1952 году. После этого он создал собственную Ashok Kumar Productions, которая выпустила три его фильма Raagini (1958), Kalpana (1960) и Meri Soorat Teri Aankhen (1963).
В 1950-х годах, когда Лила Читнис перешла на роли матерей, Кумар начал работать с более молодыми актрисами: Налини Джайвант (10 фильмов) и Миной Кумари (14 фильмов). С Налини у него завязался роман, который однако никак не отразился на его браке. Среди его фильмов того времени — Sangram (1950), снятый с проката из-за сцены убийства героя собственным отцом, и Ek-Hi-Raasta (1958), в котором его герой женится на вдове. В это же время Ашок Кумар работал с известным режиссёром Бималом Роем, снявшись в его фильмах «Замужем» (1953), основанном на романе бенгальского писателя Шарата Чандры Чаттерджи, и «Заключённая» (1963).
В 1958 году он сыграл в фильме «Тот, кто управляет машиной» вместе со своими братьями Анупом и Кишором. Вышедший в 1962 году, Rakhi, в котором они вместе с Вахидой Рехман сыграли брата и сестру, принёс ему первую Filmfare Award за лучшую мужскую роль. В следующем году он номинировался за фильм «Заблуждение», в котором исполнил роль мужа, чья жена разрывается между долгом перед семьей и любовью к другому мужчине. Вторую и последнюю премию в данной номинации он получил за фильм «Четырнадцать лет спустя» 1968 года.
В 1960-х Ашок Кумар перешёл на характерные роли, часто играя отцов. Роль Гопала в фильме Afsana (1966) принесла ему премию Filmfare Award за лучшую мужскую роль второго плана. Номинацией данной премии также были отмечены роли в фильмах Mehrban (1967), «Виктория 203» (1972) и «Маленькая вещь» (1975). Одиним из его последних фильмов был «Возвращение похитителей ценностей» (1996), сиквел «Похитителя ценностей» (1967), в котором он исполнил роль злодея. Он также играл в сериале Hum Log, демонстрируемом на канале Doordarshan в 1984—1985 годах.
Ашок Кумар снимался в кино на протяжении 63-х лет, сыграв в более 200 фильмов. Он оставил кинематограф в 1997 году, когда его здоровье ухудшилось.

### Личная жизнь
Ашок Кумар женился 20 апреля 1936 года по воле родителей. Его жену звали Шобха, и она была на десять лет младше него. У супругов было четверо детей: сын Аруп (снялся в одном фильме) и дочери Бхарти Джеффри, Рупа Варма (вышла замуж за актёра Девена Варма) и Прити Гангули. Среди их внуков — актриса Анурадха Патель. Шобха скончалась за несколько дней до пятидесятилетней годовщины их брака.
Актёр пережил обоих младших братьев. Кишор Кумар умер в день его 76-летия, и с тех пор Ашок больше не праздновал свой день рождения. Сам актёр скончался в 14:30 10 декабря 2001 года в своём доме в Чембуре (Мумбаи) от сердечной недостаточности.

## Частичная фильмография
За свою карьеру в кино Ашок Кумар снялся в более 250-и фильмах.

| Год  |   | Русское название                  | Оригинальное название | Роль                            |
| ---- | - | --------------------------------- | --------------------- | ------------------------------- |
| 1936 | ф | Ладья жизни                       | Jeevan Naya           | Ранджит                         |
| 1936 | ф | Неприкасаемая                     | Achhut Kanya          | Пратап                          |
| 1943 | ф | Судьба                            | Kismet                | Шекхар, Мадан                   |
| 1953 | ф | Замужем                           | Parineeta             | Шекхар Рай                      |
| 1959 | ф | Цветок в пыли                     | Dhool Ka Phool        | адвокат Джагдиш Чандра          |
| 1960 | ф | Закон                             | Kanoon                | судья Бадри Прасад              |
| 1960 | ф |                                   | Rakhi                 | Радж «Раджу» Кумар              |
| 1962 | ф | Арти                              | Aarti                 | доктор Пракаш                   |
| 1963 | ф | Моя любимая                       | Mere Mehboob          | Булан Ахтар Чангези             |
| 1963 | ф | Заключённая                       | Bandini               | Бикаш Гхош                      |
| 1963 | ф | Заблуждение                       | Gumrah                | адвокат Ашок                    |
| 1966 | ф | Материнская любовь                | Mamta                 | Маниш Рой                       |
| 1967 | ф | Похититель ценностей              | Jewel Thief           | Арджун Сингх                    |
| 1968 | ф | Четырнадцать лет спустя           | Aashirwad             | Шивнат «Джогги Тхакур» Чаудхари |
| 1969 | ф | Преданность                       | Aradhana              | командор Гангули                |
| 1969 | ф | Слезы, ставшие цветами            | Aansoo Ban Gaye Phool | Видьянанд                       |
| 1969 | ф | Жизненный путь                    | Satyakam              | Сатьячаран Ачария               |
| 1971 | ф | Новые времена                     | Naya Zamana           | Сачин Чаудри                    |
| 1972 | ф | Куртизанка                        | Pakeezah              | Шахабуддин                      |
| 1972 | ф | Виктория 203                      | Victoria No. 203      | Раджа                           |
| 1973 | ф | Туман                             | Dhund                 | Тхакур Ранджит Сингх            |
| 1973 | ф | Два цветка                        | Do Phool              | Диван Бахадур Атал Рай          |
| 1973 | ф | Влечение                          | Anuraag               | мистер Рай                      |
| 1979 | ф | Амар Дип                          | Amar Deep             | Дон (камео)                     |
| 1975 | ф | Мили                              | Mili                  | мистер Кханна                   |
| 1975 | ф | Маленькая вещь                    | Chhoti Si Baat        | полковник Сингх                 |
| 1978 | ф | Хочешь жить — умей вертеться!     | Khatta Meetha         | Хоми Мистри                     |
| 1980 | ф | Красавица                         | Khubsoorat            | Дварка Прасад Гупта             |
| 1982 | ф | Бес в ребро                       | Shaukeen              | Ом Пракаш Чаухари               |
| 1982 | ф | Шакти                             | Shakti                | комиссар полиции                |
| 1985 | ф | Куртизанка                        | Tawaif                | мистер Нигам                    |
| 1987 | ф | Мистер Индия                      | Mr India              | профессор Синха                 |
| 1997 | ф | Возвращение похитителей ценностей | Return of Jewel Thief | принц Арджун                    |

## Награды
- 1959 — Премия Академии Сангит Натак[8][27]
- 1962 — орден Падма Шри[28]
- 1963 — Filmfare Award за лучшую мужскую роль — Rakhi[29][30]
- 1964 — Премия Бенгальской ассоциации киножурналистов за лучшую мужскую роль в фильме на хинди — «Заблуждение»[англ.][31]
- 1967 — Filmfare Award за лучшую мужскую роль второго плана — Afsana[30]
- 1970 — Премия Бенгальской ассоциации киножурналистов за лучшую мужскую роль в фильме на хинди — «Четырнадцать лет спустя»[англ.][32]
- 1970 — Filmfare Award за лучшую мужскую роль — «Четырнадцать лет спустя»[33]
- 1970 — Национальная кинопремия (Индия) за лучшую мужскую роль — «Четырнадцать лет спустя»[34]
- 1995 — Star Screen Award за пожизненные достижения[35]
- 1996 — Filmfare Award за вклад в кинематографию[8][30][36]
- 1989 — Премия имени Дадасахеба Фальке[37]
- 1999 — орден Падма Бхушан[38]
- 2001 — премия Awadh Samman от правительства штата Уттар-Прадеш[39]